# Gás pimenta

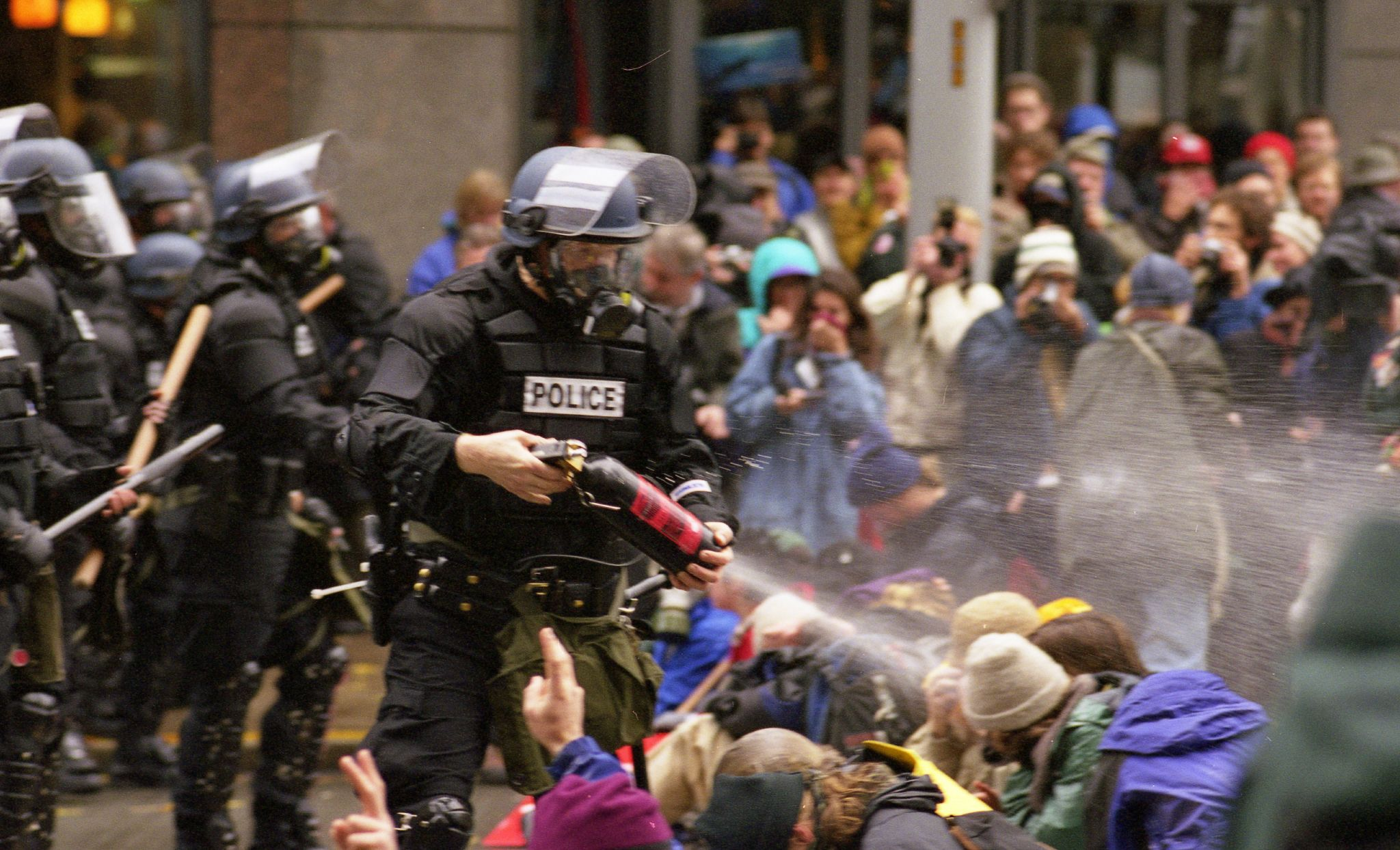
Policial usando spray de pimenta contra manifestantes sentados (Seattle, 30 de novembro de 1999).

Spray de pimenta, gás pimenta ou gás OC (de  Oleorresina Capsicum) é um gás lacrimogêneo (composto químico que contém o composto capsaicina como ingrediente ativo, o qual irrita os olhos, causando sensações de ardência e dor, além de cegueira temporária. Seus efeitos inflamatórios fazem com que os olhos se fechem, tirando temporariamente a visão. Essa cegueira temporária permite que os oficiais imobilizem mais facilmente os indivíduos e dá oportunidade para pessoas em perigo usarem o spray de pimenta em autodefesa para tentar escapar. O spray também causa desconforto temporário e ardência nos pulmões, o que provoca falta de ar. O spray de pimenta é usado como uma arma menos letal em operações policiais, controle de distúrbios, controle de multidões e autodefesa, incluindo defesa contra cães e ursos.
O spray de pimenta foi desenvolvido originalmente para defesa contra ursos, leões da montanha, lobos e outros predadores perigosos, e é frequentemente chamado coloquialmente de "spray de urso".

## Características

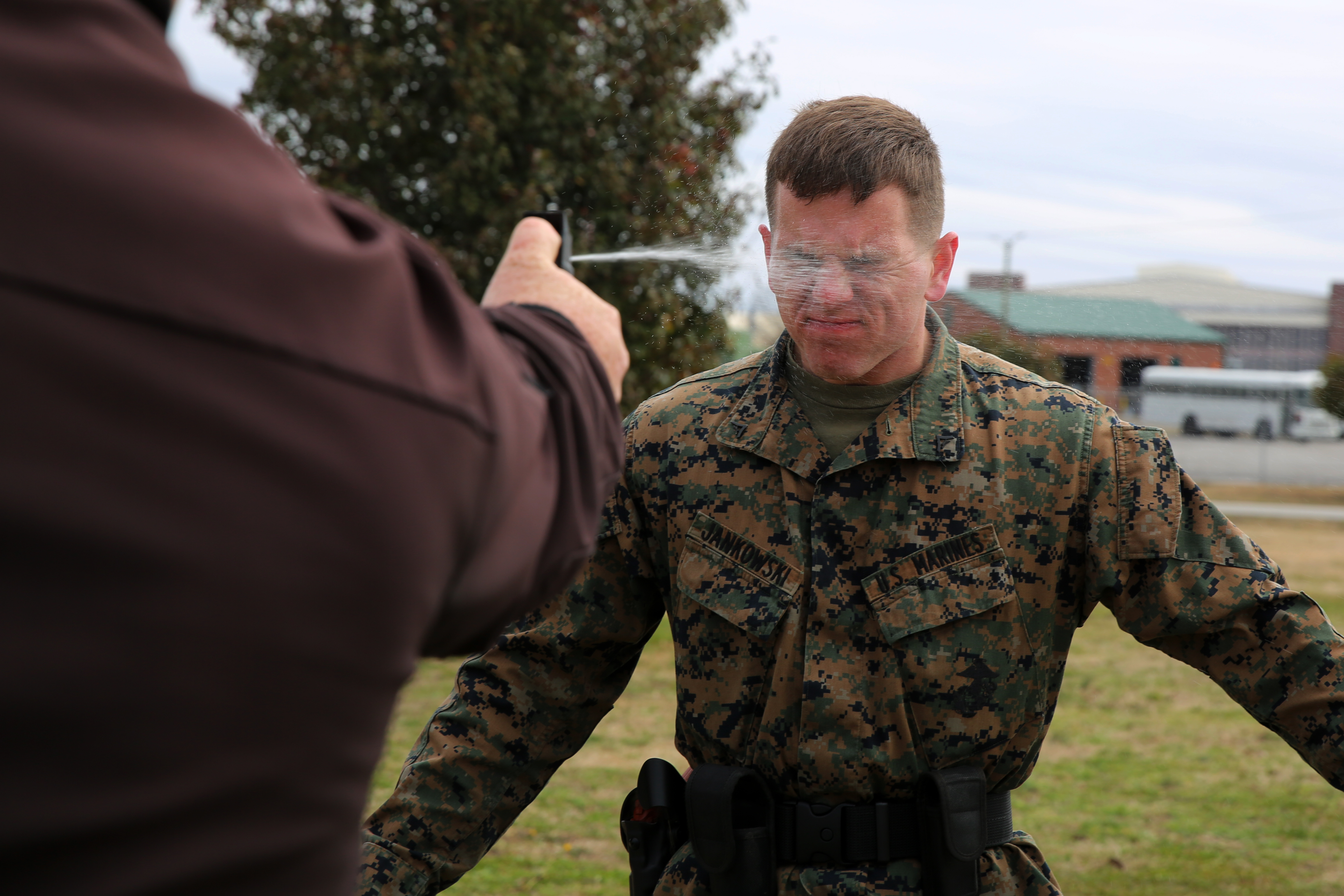
Um homem levando spray de pimenta na cara.

Geralmente é obtida com o extrato de pimenta natural e acondicionada em sprays ou bombas de efeito moral. Atua nas mucosas dos olhos, nariz e da boca, causando irritação, ardor e sensação de pânico.
O seu componente ativo é a oleorresina das plantas do gênero Capsicum -  a capsaicina, obtida da pele da semente  e que, no organismo dos pássaros funciona como um anestésico natural, enquanto que nos humanos  causa o ardor. Na fabricação do gás, a capsaicina é misturada a uma espécie de óleo sintético, para dificultar a remoção do produto. Por isso, inútil que a vítima lave a área atingida com água.
É um agente de baixo grau de periculosidade mas pode causar a morte em casos raros. A União das Liberdades Civis Americanas afirma ter documentado 40 mortes pelo uso de sprays de gás pimenta.
O método HPLC (High Pressure liquid Chromatography) é usado medir a quantidade de capsaicina nos sprays de gás pimenta. O Teste (SHU) Scoville Heat Unit também é usado para medir o grau de picante do spray gás pimenta, mas é um teste subjetivo, o qual muda de pessoa para pessoa e não mede a percentagem química no produto.
Um produto sintético análogo à capsaicina, a nonivamida, também conhecida como pseudocapsaicina ou ácido pelargônico vanililamida ou também como PAVA (do inglês pelargonic acid vanillylamide), é usado numa outra versão de spray de gás pimenta, usada na Inglaterra. Outro derivado sintético de gás pimenta, o ácido pelargônico morfolino ou nonanoico, foi desenvolvido e é usado na Rússia. A sua efectividade em comparação com o gás pimenta não foi estabelecida.
O gás pimenta vem geralmente em cápsulas, as quais podem ser pequenas o suficiente para serem transportadas no bolso. Podem também estar incorporada em um porta-chaves.
O gás pimenta é um agente inflamatório. Causa de imediato o fechamento dos olhos. A extensão dos efeitos depende da quantidade disparada mas, em média, o efeito dura de cerca de 30 minutos, podendo permanecer, com menor intensidade, durante horas.
O Journal of Investigative and Visual Science publicou um estudo que conclui que a simples exposição do olho ao gás é inofensiva, mas a exposição repetida pode resultar em mudanças na sensibilidade da córnea, embora não exista perigo para a acuidade visual. Contudo, tem sido relatado que algumas pessoas estão de fato imunes aos seus efeitos. As razões são desconhecidas.

## Desativação e primeiros socorros
Não existe maneira de neutralizar completamente o gás pimenta. A capsaicina não é solúvel em água, e mesmo grandes volumes de água não a removem. É contudo solúvel com óleos gordos  e detergentes.
Um estudo concluiu que a aplicação de substâncias tais como antiácidos à base de carbonato de cálcio, lidocaína, xampu para bebê, leite, assim como a água, revelou-se pouco eficaz.
Entretanto, muitos serviços de emergência têm usado xampu de bebê para retirar o spray - geralmente com bons resultados. Parte do OC ou do CS permanecerá no sistema respiratório, mas a recuperação da visão e da coordenação dos olhos pode acontecer em 7 a 15 minutos.  Existem também wipes fabricados com o propósito expresso de descontaminar alguém que tenha recebido um jato de spray de pimenta.
Para evitar a fricção do spray na pele, prolongando assim a sensação de queimação, e para não espalhar o composto por outras partes do corpo, as vítimas devem evitar tocar áreas afetadas.
Em geral, as vítimas são encorajadas a piscar vigorosamente para produzir lágrimas e assim retirar a substância dos olhos. O uso de solução para lentes de contato também pode ajudar.
Alguns sprays de gás pimenta de "tripla acção" contêm também o gás lacrimogéneo CS, o qual pode ser neutralizado com metabisulfito de sódio, usado em cervejaria artesanal, embora também não seja hidrossolúvel.

## Legalidade
O uso de spray de pimenta na guerra é proibido pelo artigo I.5 da  Convenção de Armas Químicas, que também proíbe o uso de todas as substâncias empregadas no controle de motins nas guerras. Nos Estados Unidos, quando o spray de pimenta é usado no local de trabalho, a Administração de Segurança e Saúde Ocupacional (Occupational Safety and Health Administration) exige que um formulário ("Material Safety Data Sheet") específico esteja disponível para todos os empregados.* Em Portugal os aerossóis de defesa (sprays) com gás cujo princípio activo seja a capsaicina ou oleoresina de capsicum (gás pimenta), são armas da classe E – cf. art.º 3.º, n.º 7, al. a) da Lei n.º 5/2006 (Lei das Armas). Podem ser usadas pelos titulares de licença de uso e porte de arma da classe E e também por todos os que, por força da respectiva lei orgânica ou estatuto profissional, possa ser atribuída ou dispensada a licença de uso e porte de arma, verificada a sua situação individual (p. ex., polícias).
- No Reino Unido, está classificado como arma ofensiva, a venda e posse de spray de de gás pimenta é ilegal ao abrigo da Secção 5 do Acto das Armas de Fogo.
- As leis sobre o gás pimenta nos Estados Unidos da América diferem de estado para estado.
- No Canadá está classificado como arma proibida. Um número significativamente grande de cães e ursos permite o seu uso legal. Contudo, o uso contra humanos é crime.
- Na Finlândia está classificado pelo governo como arma de fogo e requer licença. As licenças são passadas para propósitos defensivos e a pessoas que trabalham na segurança privada. As organizações governamentais tais como forças de defesa e policia são excepção. As concentrações estão também limitadas a 5% de ingrediente activo em sprays OC e 2%/2% em combinações de sprays tais como CN/OC.
- Na Alemanha a posse privada de sprays de gás pimenta  podem cair em duas categorias diferentes. Os sprays que tenham a marca Materialprüfungsanstalt somente podem ser usados em defesa pessoal contra animais. Os sprays não são legalmente considerados uma arma.
- Na Suécia está classificado como arma ofensiva e a sua posse requer uma licença. Desde 2006, não é requerida licença.
- Na Austrália está classificada como arma proibida, e o seu uso é ilegal para todos incluindo a polícia.
- Na Rússia está legalizado como arma de defesa pessoal e pode ser usado sem licença por qualquer pessoa com mais de 21 anos(o passaporte pode ser requerido para a sua compra).
- Na Polônia não está classificado como arma, mas só pode ser adquirido por pessoas com mais de 21 anos.
- No Brasil somente as entidades militares podem fazer seu uso. Civis precisam de autorização prévia obrigatória do Exército Brasileiro para poderem portá-lo.[12] O spray de gengibre é comumente utilizado como alternativa.

## Controvérsias
O uso do gás pimenta para controlar multidões e conter suspeitos começou a difundir-se nos Estados Unidos nos anos 1980, depois que o FBI respaldou e recomendou o uso desse tipo de arma como uma alternativa eficiente e não letal. Essa recomendação era baseada num estudo do agente Thomas Ward, diretor da divisão de treinamento em armas de fogo da cidade de Quantico (Virginia).
Depois da publicação desse estudo, em 1989, o uso do gás pimenta difundiu-se tanto que ele é utilizado hoje por 90% das delegacias americanas e pela polícia de diversos países. Depois de denúncias, descobriu-se que o agente Ward havia recebido 57 mil dólares da empresa Luckey Police Products, fabricante do gás pimenta Cap-Stun. No julgamento, ocorrido em 1996, o agente alegou ser culpado e foi sentenciado a dois meses de prisão.
O gás pimenta, em geral, é utilizado na forma de sprays manuais e, teoricamente, causa apenas grande ardência e desconforto nos olhos fazendo com que a vítima fique à mercê da intervenção policial. No entanto, estudos independentes de entidades de direitos humanos mostram que o gás pimenta pode matar. Em geral, as mortes não são imediatamente relacionadas ao uso do gás, porque elas resultam de asfixia e problemas cardíacos que serão intensificados quando a vítima, depois de contaminada, for encarcerada em um lugar estreito e com pouca circulação de ar.
Além disso, segundo recomendação dos próprios fabricantes, o gás pode ser fatal em pessoas com problemas respiratórios, problemas cardíacos e mulheres grávidas. No entanto, as unidades policiais que administram o gás não dispõem de equipamentos de descontaminação para tratar desses casos.
Segundo o Sindicato Americano pelas Liberdades Civis, desde 1993, pelo menos 37 pessoas morreram na Califórnia em decorrência do uso do gás pimenta. Segundo a Associação Internacional dos Delegados de Polícia, em um estudo de 1998, mais de 100 pessoas nos Estados Unidos morreram quando estavam sob custódia do Estado, após serem contaminadas pelo gás. A Anistia Internacional considera o uso do gás pimenta uma prática de tortura.

## Galeria

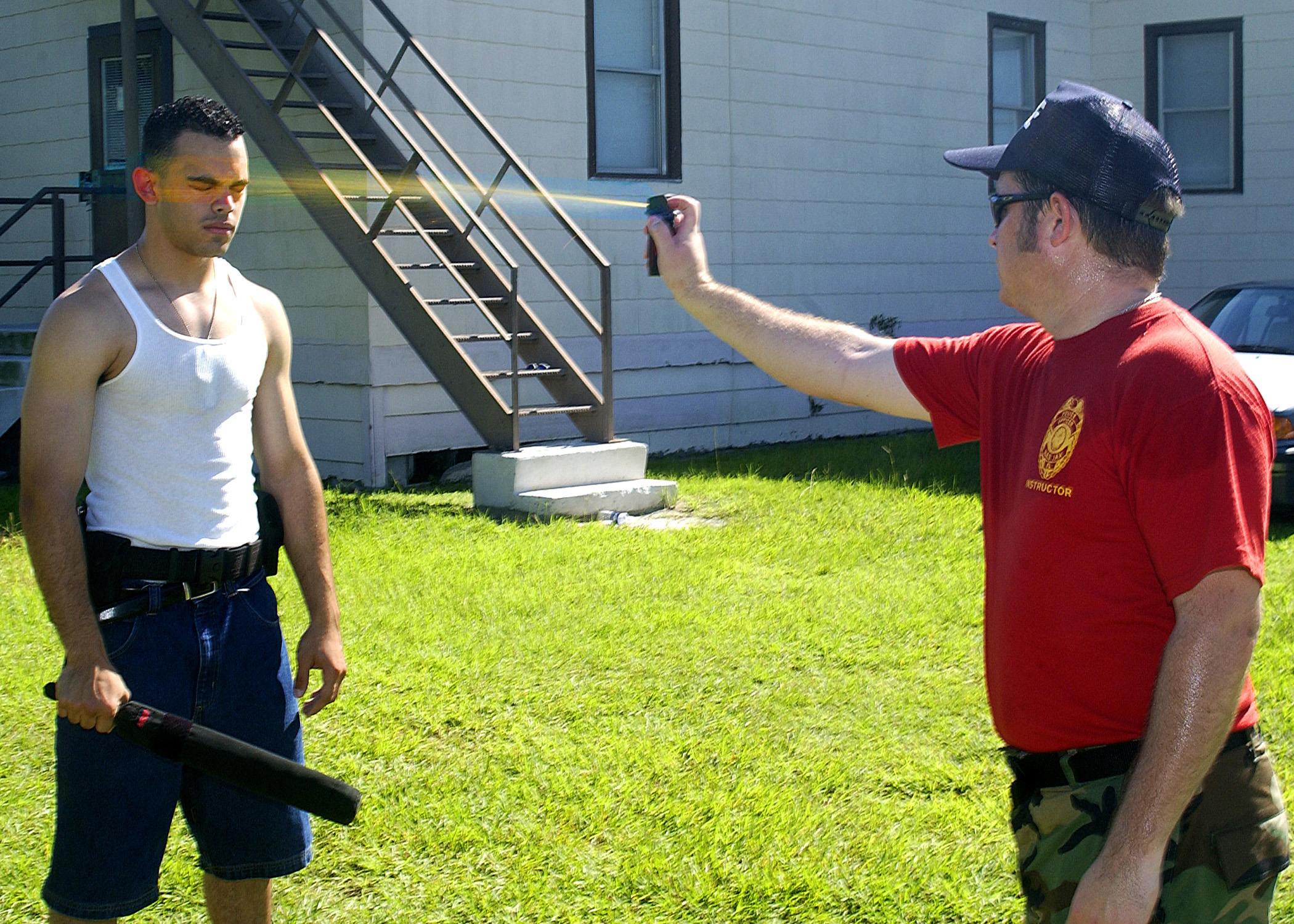
Demonstração do uso
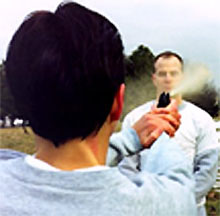
Demonstração de uso 2
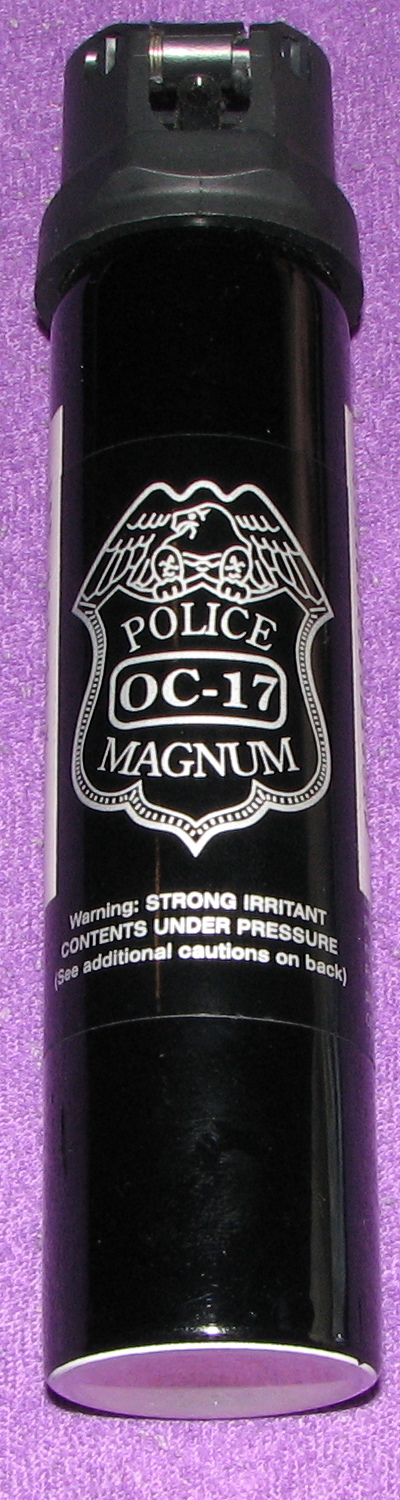
Spray de pimenta
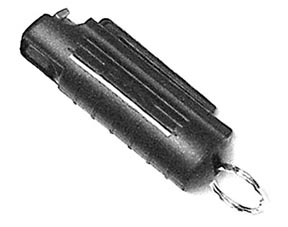
Chaveiro com spray de pimenta
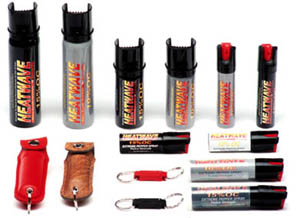
Kits de gás pimenta
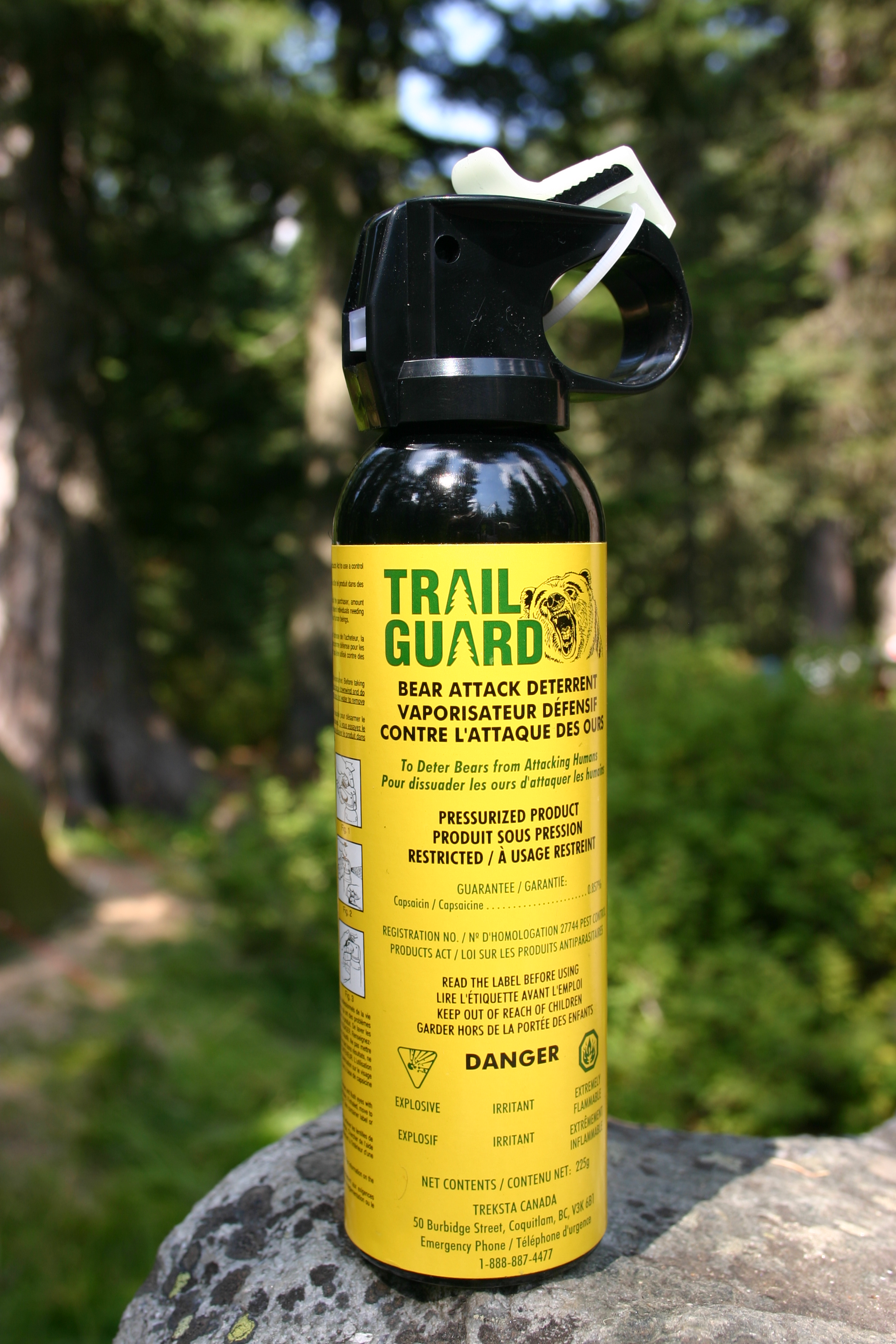
Um spray anti-urso